# ألان كير تايلور
ألان كير تايلور (بالإنجليزية: Allan Kerr Taylor)‏ هو شخصية أعمال نيوزيلندي، ولد في 1832، وتوفي في 1890.